# Rafael Godoy
Rafael Godoy Lozano (Natagaima, Tolima, 24 de octubre de 1907-Caracas, Venezuela, 14 de marzo de 1973) fue un compositor colombiano.

## Biografía
Nació en Natagaima, Tolima, Colombia el 24 de octubre de 1907 y falleció en Venezuela el 14 de marzo de 1973. A temprana edad se convirtió en un militante comunista, teniendo que salir a muy corta edad de su pueblo natal ante diferencias por sus ideas radicales para la época. Radicándose en Barrancabermeja, Santander (Colombia) donde conoció a su esposa Aura Ramírez, militó en el movimiento sindical. De esta ciudad también tuvo que migrar por su relación con el movimiento, cuando su seguridad personal fue amenazada nuevamente. Huyó a Venezuela, en donde desarrolló su carrera musical y compuso muchas de sus obras. En Caracas tuvo una vida austera y pudo cultivar su afición a la guitarra y a la composición de temas andinos de Colombia, por influencia de los grandes compositores tolimenses y colombianos de la época. La información sobre la vida personal de Rafael Godoy Lozano es escasa, pero su obra musical y especialmente su canción más importante es «Soy colombiano». El trabajo musical de Godoy no es tan extenso, debido posiblemente a su distancia del ambiente artístico colombiano de la época, y los detalles sobre su vida personal no se saben con claridad. 
Natagaimuno de nacimiento, es considerado «ilustre y desconocido músico y compositor» pues paradójicamente su canción cumbre y obra maestra, trascendió en el tiempo más que su nombre. Godoy Lozano es el compositor de la canción emblema de la nacionalidad colombiana, llamada «Soy colombiano», su obra musical cumbre está inspirada en la nostalgia por estar fuera de su país y pueblo natal, cuando la compuso ya se encontraba radicado en Venezuela, huyendo de su país y aunque nunca regresó a Natagaima, siempre lo llevó en su corazón.
Volvió al país en viajes esporádicos durante el gobierno de Rojas Pinilla, viajes en los cuales conoció a Antonio Botero, fundador de la disquera Sonolux, y a Darío Garzón, del dueto Garzón y Collazos, con quienes empezó la producción musical. Las canciones no podían ser interpretadas por él mismo Godoy Lozano dada a su mala voz para el oficio, pero sí en el dueto de origen tolimense, Garzón y Collazos, quienes se dieron cuenta de la profundidad de sus letras y decidieron adquirir las canciones, que llevaron a Rafael Godoy Lozano a la posteridad de la historia musical de Colombia. Su canción «Soy colombiano», con el transcurrir de los años, ha tenido innumerables versiones.
Sus principales composiciones son:
- 'Soy colombiano'
- 'Arrunchaditos'
- 'Verte cantar'
- 'El serrucho'
- 'El cafetal'
- 'El camino de la vida'